# غوردون كوين (لاعب كرة قدم)
غوردون كوين (بالإنجليزية: Gordon Quinn)‏ هو لاعب كرة قدم بريطاني في مركز جناح ‏، ولد في 11 مايو 1932 في هامرسميث في المملكة المتحدة. لعب مع تونبريدج أنغلز.